# Friedrich (Pfalz-Zweibrücken-Vohenstrauß-Parkstein)

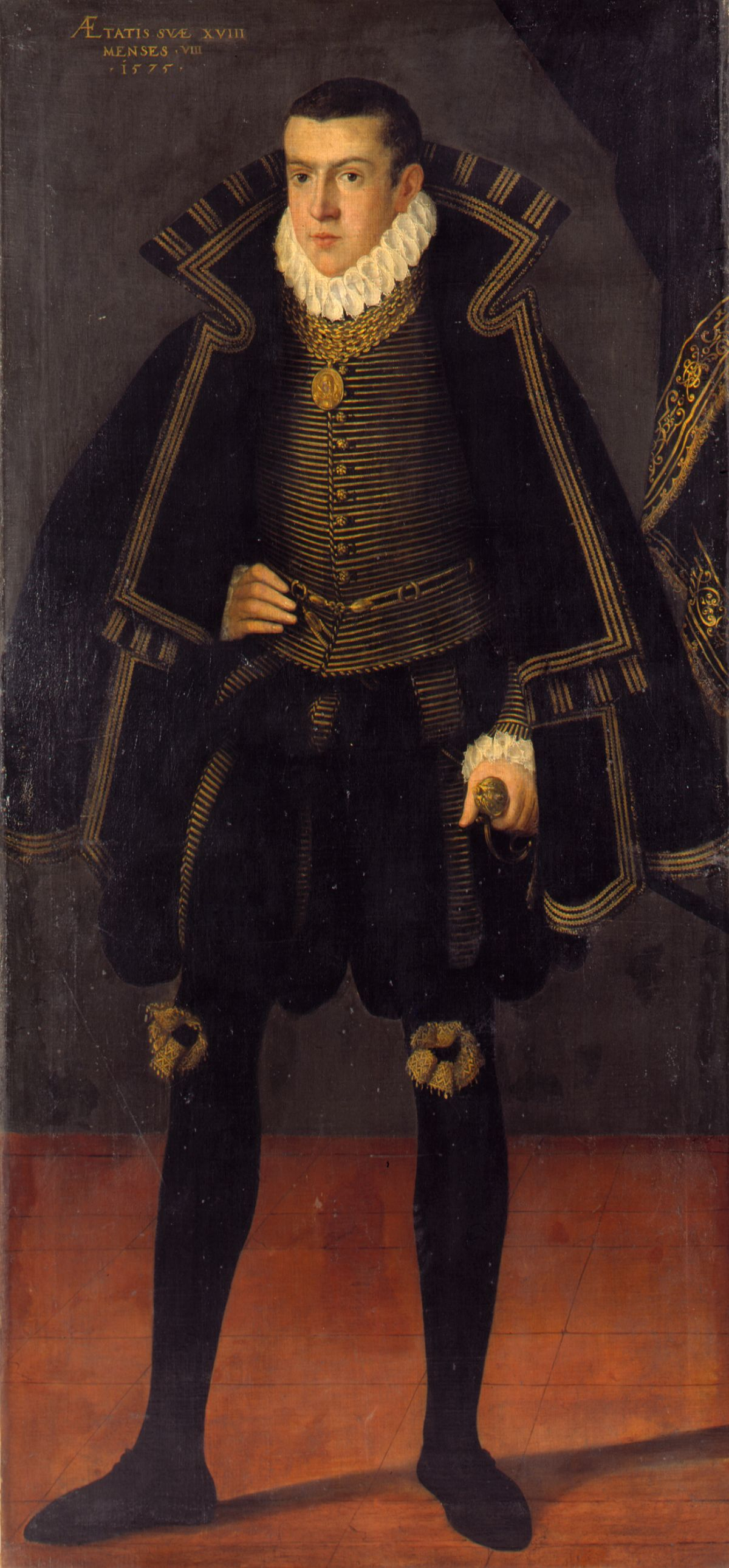
Friedrich von Pfalz-Vohenstrauß-Parkstein (1575)

Friedrich von Pfalz-Vohenstrauß-Parkstein (* 11. April 1557 in Meisenheim; † 17. Dezember 1597 auf Schloss Friedrichsburg bei Vohenstrauß) war der vierte Sohn von
Wolfgang von Pfalz-Zweibrücken und Anna von Hessen. Er wurde im Schloss zu Neuburg evangelisch-lutherisch erzogen.
Da er beim Tod seines Vaters erst 12 Jahre alt war, übernahm sein älterer Bruder Philipp Ludwig die Vormundschaft. Mit seiner Volljährigkeit 1581 konnte er sein Erbe antreten. Er erbte die Herrschaft über das Pflegeamt Flossenbürg mit den Märkten Floß und Vohenstrauß sowie den pfalz-neuburgischen Teil des Amtes Parkstein-Weiden.
Am 26. Februar 1587 heiratete er Katharina Sophia von Liegnitz (1561–1608), eine Tochter des schlesischen Herzogs Heinrich XI. von Liegnitz. Sie hatten drei Kinder, die im Alter von wenigen Monaten starben: die Tochter Anna Sophie (1588–1589) sowie die Zwillinge Georg Friedrich und Friedrich Kasimir (*/† 1590).
Von 1586 bis 1593 ließ er Schloss Friedrichsburg bei Vohenstrauß errichten. Nachdem er dort 1593 eingezogen war, blühte der kleine Ort auf. Nach seinem Tode 1597 wurde das Schloss Witwensitz. Friedrich wurde am 21. Februar 1598 mit seinen Söhnen in der Familiengruft in St. Martin in Lauingen beigesetzt. Da er keine überlebenden Nachkommen hatte, fiel Parkstein an seinen Bruder Philipp Ludwig von Pfalz-Neuburg.